# Pensées
Pensées (Frans voor 'gedachten') (1669) is een postuum uitgegeven boek van de Franse filosoof, theoloog, wis- en natuurkundige Blaise Pascal. Pascal presenteert in het boek onder meer de jansenistische visie dat waarheden van de rede nooit kunnen volstaan om als basis te dienen voor zoiets groots als religie. Tot op een zekere hoogte kan de rede garantie bieden voor methoden van de meetkunde, maar kan die garantie niet bieden voor de noodzakelijke axioma's.
In traditie van de Franse moralisten, waarvan hij als een van de eersten kan worden gerekend, bestaat het boek uit een opsomming van aforismen en losse paragrafen, variërend van één à twee regels tot meerdere pagina's.
Pascal betoogt onder andere dat God verholen is voor de blik van de sterveling. Het ontdekken van Zijn bestaan via de ratio zal daarom tot niets leiden. Alleen met het hart zouden we de zin van het leven kunnen aanvoelen.
In het boek is ook de gok van Pascal te vinden. Dit komt erop neer dat wanneer God bestaat Hij het geloof in Hem zal belonen, en wanneer God niet bestaat het geen kwaad kan om toch te geloven. Derhalve is het een goede gok om in God te geloven:

U hebt twee dingen te verliezen: het ware en het goede, en twee dingen in te zetten: uw verstand en uw wil, uw kennis en uw geluk. En u hebt van nature twee dingen te vermijden: dwaling en ellende. Omdat er hoe dan ook gekozen moet worden, gaat u door het ene te kiezen niet erger tegen uw verstand in dan door het andere te kiezen. [...] Laten we zeggen dat 'kruis' [de tegenhanger van 'munt' bij een geldstuk] betekent 'God bestaat' en hierbij winnen en verliezen tegen elkaar afwegen. We moeten de volgende twee mogelijkheden beoordelen: als u wint, wint u alles; als u verliest, verliest u niets. Aarzel dus niet en wed dat Hij bestaat! - 'Dat is prachtig. Ja, ik moet wedden, maar ik zet misschien te veel op het spel.'- Laten we eens kijken. Al zou u voor één leven er maar twee kunnen winnen, zou u nog kunnen wedden. [...] Dan zou u moeten spelen (u bent immers verplicht te spelen), en, aangezien u gedwongen bent te spelen, zou het onverstandig zijn uw leven niet te zetten om er bij één spel, waarbij de kansen op winst of verlies gelijk zijn, drie te winnen. Maar er is een eeuwigheid van leven en geluk te winnen [...], een oneindigheid van oneindig gelukkig leven te winnen. [...] Dat maakt iedere beslissing overbodig: overal waar het oneindige te winnen is en waar tegenover de kans om te verliezen staat, valt er niet meer af te wegen, daar moet je alles inzetten. En wanneer je gedwongen bent te spelen, moet je daarom wel van iedere redelijkheid afzien als je liever je leven behoudt dan het te wagen voor een oneindige winst, die even waarschijnlijk is als het verlies van niets.
— Pascal, Gedachten (Pensées), §418

## Nederlandse vertalingen
- Gedachten, vert. Rob Limburg, 1951
- Gedachten, vertaling, inleiding en aantekeningen J.A.C. Lenders, 1962
- Gedachten, vertaling en aantekeningen Frank de Graaff, 1997. ISBN 9789053521496